# 林奕含事件
林奕含事件是發生在台灣的一起案件，一度遭指控為性侵害、誘姦，然而檢察官調查後，相關證據顯示雙方其實是「兩情相悅」。此案件引起社會對女權和補習班相關法規的重視。
2017年2月，作家林奕含出版長篇小說首作《房思琪的初戀樂園》，故事使人聯想作者自身遭到性侵害。4月27日，林奕含上吊自殺。隔日，出版《房思琪的初戀樂園》一書的游擊文化出版社受林奕含父母林炳煌、賴嘉芳之託轉發公開聲明進而引起各方關注。

## 事件經過

### 起因
2017年2月林奕含出版長篇小說首作《房思琪的初戀樂園》，故事中描述遭到性侵害的情節。林奕含在新書發表會上曾說：「書裡面的李國華的原型也是我所非常認識的一個老師……在聽到這樣的事情的當下，他完完全全地改變了我的一生。」
3月她在「博客來OKAPI」的採訪中提到：「書裡那個老師的原型人物，我常常跟我的醫生說，萬一那個人哪天老死了、壽終正寢了，我會輕視自己一輩子。……我不是生來就會仇恨別人的人，可是我確實地想要物理性地傷害他，但我做不到。」。
2017年4月27日，林奕含在其住處上吊自殺。。隔日，出版《房思琪的初戀樂園》一書的游擊文化出版社受林奕含父母林炳煌、賴嘉芳之託轉發聲明：林奕含選擇結束生命，是因為走不出被補習班老師性侵害的夢魘，書中的角色房思琪等人的故事都是林奕含的親身遭遇，她寫書的目的，是希望社會上不要再有第二個房思琪，並希望將此聲明用各種方法傳給臺灣每一個人看。稍後，出版社又補充說明：林奕含父母並非要求究責，作品內容和作者經歷也不能百分之百畫上等號。
2017年5月5日林炳煌、賴嘉芳晚間11時許再透過LINE群組發出聲明「奕含曾經告訴我們夫妻說，另外還有3位女學生跟她一樣，被同一位老師傷害。奕含把其中一個被黑道威脅，強拍裸照的女學生，帶入房思琪的遭遇中；另一個在PTT網路控訴的女學生，代入郭曉奇的經歷中；還有一個受害者是她台南女中的學妹。」。
2017年5月13日林炳煌、賴嘉芳在扶輪社LINE群組再度發表聲明「.....但還是有一些人繼續裝聾作啞說沒有一個老師，長年用他老師的職權，在誘姦、強暴、性虐待女學生。 ...我們一定會全力配合檢調...」。

### 事件開始發酵
2017年4月28日林奕含父母的聲明使某些網友開始人肉搜索《房思琪的初戀樂園》中李國華其人的原型。
2017年5月2日，高雄市議員蕭永達召開記者會，稱當年誘姦林奕含的補習班老師是陳國星。
2017年5月9日，是日稍早，出版社發表道歉聲明，表示當初轉發林奕含父母聲明的原意，是為了緩解當下的紛擾與不安。經過內部檢討後認為第一時間除轉發聲明外亦應加註出版社立場希望提醒一個簡單、卻常心急忘記的基本立場：沒有人可以代替奕含說話。「房思琪是不是林奕含」、關於作品內容與作者經歷之間的對應關係，這個問題不僅無禮，更有違理解創作者的心意。即使是「改編自真人真事」的故事在創作的過程中被拆解與變造，單從作品就要拼湊出所謂的真相不只徒勞，作者也不會希望自己的創作僅僅被化約為一則誘姦事件。。
2017年5月9日，當日晚間，陳國星在沉寂多日後發表5點聲明，先是澄清未逃亡與湮滅證據人現在正在台北，與林奕含是在準備上大學（18歲）已無師生關係後才短暫交往兩個月，這段戀情在其父母知悉後要求分手，此後再無來往。林的憂鬱症在16歲已發作，和他無關。小說內容在新書發表會中，她已明確表示不是書中女主角。並表示自己將會配合司法調查。
2017年5月12日立委林俊憲於政論節目中根據網友取自林奕含的部落格文章影射為「於2008年8月11日，林奕含當時高中二年級暑假，年僅17歲。當時就讀台南女中，同心補習班國文老師陳國星邀她去台北參觀美術展，之後回到公寓性侵害林奕含。林奕含曾想提告補習班老師，但陳告訴她「告不成」。林也擔心父親的名譽，導致林以性侵後創傷壓力症候群終其一生，曾18歲自殺第一次，19歲自殺第二次，20歲自殺第三次」。

### 犯罪偵查
雖然林奕含的家屬曾公開聲明不願提出告訴，但有多位民眾告發，故檢察官立即開始偵辦，2017年5月1日，由檢察事務官搜索陳國星住處帶回相關證物解析。對自殺案件進行司法相驗時，林奕含的父母拒絕警方進入林奕含陳屍處進行相關日記、電腦紀錄及其他文書等有關性侵害資料之蒐證，林父亦同時再次向警察表示家屬不願究責，並表明請檢警毋再打擾家屬。嗣後林奕含家屬經檢察官多次傳喚到偵查庭並詢問是否對陳國星提出告訴，林奕含家屬仍均表明不願提出告訴。
就刑法第227條第1、3項「與未滿14歲或16歲之女子為性交行為」罪嫌部份調查，經核對電信帳單資料，兩人於2009年5月後始有通信，此時林奕含已逾16歲，無法以妨礙性自主論處。
就刑法第228條第1項「利用權勢或機會為性交」罪嫌部分調查，檢察官認為補習班老師對林奕含之在校成績及參與大學學測，無任何決定權柄，難認定有利用權勢之可能。
就刑法第221條「強制性交」罪嫌部分，林奕含之兩名閨蜜皆作證表明：林奕含曾主動邀約二人與陳國星聚會，當時雙方互動就像情侶，林奕含從來沒有跟其說過她遭性侵害。
就刑法第226條第2項「強制性交致被害人羞忿自殺」罪嫌部份，林奕含神經科門診及精神部病房醫療紀錄中均未提及曾遭受性侵害一事。林奕含遺書內容主要係與親友道歉訣別，並未提及任何有關其曾遭性侵害之內容，且死亡前1、2日曾與林奕含以臉書傳訊聯絡及見面之大學好友A12則稱林奕含罹有精神疾患，經常想要自殺，當日即向其表示想自殺等語，是即難認林奕含之自殺與曾遭性侵害有關。
2017年8月22日檢察官調查終結，調查過程中均無其他被害人告訴或告發陳國星涉有妨害性自主罪嫌，且查詢臺南市警察局和家庭暴力暨性侵害防治中心等均無相關報案紀錄。除告發人主觀臆測之指述外，無其他客觀積極證據可資佐證，故認其罪嫌均不足，台南地檢署下全案不起訴處分。檢方認定陳星與林奕含是兩情相悅，且發生關係時林女已滿16歲，認為陳星沒有觸法。據檢方調查，林奕含生前曾經跟好朋友表示，陳星是其男友，因此認定雙方為一般男女之正常交往，陳星不起訴。因林奕含家屬自始未提起告訴，故依法不具有再議權。2017年9月6日職權再議部份台灣高等法院台南分院檢察署審議維持原處分，全案不起訴確定。

### 釐清生病時間
林奕含罹患精神疾病的時間點，根據2017年1月9日其親自受訪的報導，談到她於高二16歲（2007年）即固定到台大神經科接受偏頭痛、憂鬱症診療。

### 談判經過
林奕含2009年9月，入學台北醫學院不久後就想休學，她的母親調閱電話通聯紀錄赫然發現女兒和陳國星疑似有男女關係，憤而在同年10月邀對方在喜來登飯店談判，林奕含在閨密世世陪同下出席，席間達成分手共識，檢方認定並未發生被要求下跪與威脅提告。

## 影響
2017年5月12日，臺北市政府與臺中市政府教育局宣布將要求補習班教師必須使用真名，並上網登記教職員名冊。
2017年5月16日，臺南市政府整合各局處聯合啟動行動方案，「保兒少防狼師」，此次行動方案包括全面盤點、實名落實、網路合作及服務加值四大主軸，將嚴格執行補習班稽查與管理。5月26日，立法院通過《補習及進修教育法》修正案，規定補習班應揭露負責人及教職員工真實姓名；外籍教師必須提供無犯罪記錄證明；補習班人員若獲知有性侵害、性騷擾等情形，有通報責任。
《報導者》2017年6月21日刊登文採訪林奕含生前好友，指出當初林的書本來有一間知名出版社看上，總編以市場為由，堅持要提到以前在校的表現、成績、外在等林奕含認為不是事實的內容。總編並要求直接跟她的主治醫生通話，確認林目前狀況能否面對，並以「成人」姿態告訴林奕含「現實世界」的規則，即使奕含告訴她承受得住，對方仍然不相信。雙方在一個月後取消合作，對林奕含是一大打擊。
寶瓶出版社朱姓社長2017年6月24日在臉書回應，並公佈給林奕含的退稿信全文，否認了報導內容。朱姓社長於發表聲明後企圖跳樓自殺。警方循線打電話給朱的妹妹，朱的心理師、寶瓶出版社人員與其親友也先後趕到勸說，僵持1個多小時，在親友的勸說之下，跳樓者才被勸回屋內。
《報導者》在臉書貼出致歉聲明，表示沒有要詆毀議論寶瓶出版社的意思，另沒有善盡平衡報導的職責，因此鄭重的向朱亞君道歉，並已將報導中與寶瓶出版社相關的段落刪除。《報導者》進一步請各界不要再對相關當事人攻擊、猜想。
陳國星的補教生涯中斷，在福建開課被終止陳國星的女兒受到輿論攻擊，和男友的婚事告吹，並曾試圖上吊自殺獲救。

## 公開本名
林奕含父母的聲明在網路流傳後，中華民國衛生福利部有關官員宣稱公開林奕含的姓名違反《性侵害犯罪防治法》第13條第1項，要求臺南市政府社會局調查，社會局則要求出版社撤下該聲明，並使媒體產生寒蟬效應，導致稍後發出的新聞報導大多不敢再明言林奕含之名，改用「A女」、「A作家」等代稱。有律師批評衛福部此舉明顯錯誤。時事評論員姚立明也抨擊衛福部的作法非常荒謬，居然保護加害者的權益。2017年5月3日，衛福部承認報導林奕含案事關社會公益，可直書林奕含本名。